# 서울관광고등학교
서울관광고등학교(서울觀光高等學校)는 대한민국 서울특별시 관악구 봉천동에 위치한 사립 고등학교이다.

## 학교 연혁
- 1972년 2월 10일 : 재단법인 봉천학원 설립인가(이사장 황영 취임)
- 1977년 6월 13일 : 재단법인 봉천학원에서 학교법인 관악학원으로 조직변경(이사장 송종숙 취임)
- 1978년 2월 18일 : 관악여자상업고등학교 설립인가(15학급)
- 1978년 3월 15일 : 초대 함성학 교장 취임
- 1978년 3월 15일 : 개교식 및 입학식
- 1979년 10월 30일 : 학칙변경 (2부 3학급 증설, 전체 24학급)
- 1982년 2월 11일 : 필드 하키부 창단
- 1983년 2월 11일 : 별관교사 증축 (교실 4, 기타교실 3)
- 1983년 7월 9일 : 별관교사 증축 (보통교실, 특별교실, 직원실)
- 1984년 10월 1일 : 생활관 신축(105평)
- 1985년 8월 20일 : 교사 신축 (보통교실 14, 관리실 3)
- 1989년 2월 20일 : 교사 신축 (보통교실 12, 특별교실 2)
- 1990년 2월 25일 : 유도부 창단
- 1993년 7월 29일 : 소강당 준공
- 1997년 8월 8일 : 학칙변경 (관악여자정보산업고등학교로 교명 변경. 경영정보과 6학급, 정보처리과 6학급. 전체 36학급)
- 2002년 2월 6일 : 전자 도서관 개관
- 2003년 4월 6일 : 믿음관 교실 증축(3층 5실)
- 2004년 7월 21일 : 관광특성화고등학교로 선정(서울시교육청)
- 2005년 3월 1일 : 서울관광고등학교로 교명 변경
- 2010년 3월 2일 : 학생식당 준공식
- 2013년 9월 30일 : 관광항공서비스과 항공 실습실 완공
- 2017년 9월 1일 : 이사장 이형노 취임
- 2019년 9월 1일 : 제6대 박재정 교장 취임
- 2021년 2월 9일 : 제41회 졸업식(졸업생 233명, 총 18,673명)
- 2021년 11월 10일 : 강당 겸 체육관(이루어gym) 준공
- 2022년 1월 12일 : 제42회 졸업 214명
- 2022년 3월 2일 : 신입생 입학 177명(남 92명, 여 85명)

## 설치 학과
- 카페경영과
- 외식조리과
- 관광서비스과

## 참고 자료
- 서울관광고등학교 - 한국교육학술정보원 학교알리미